# Ponte Sisto
El Ponte Sisto, conocido también como Pons Agrippae (Ponte di Agrippa), Pons Aurelius (Ponte Aurelio), Pons Antonini (Ponte di Antonino), Pons Valentiniani (Ponte di Valentiniano) o Ponte Gianicolense, es un puente que une la Piazza S. Vincenzo Pallotti con la Piazza Trilussa, en los rioni Regola y Trastevere de Roma, Italia.

## Descripción
El puente fue construido por el papa Sixto IV entre 1473 y 1479 para permitir el cruce del Tíber, en la ubicación de un puente romano más antiguo. Une las dos orillas del río entre la Via del Pettinari y la Piazza Trilussa.
Un primer puente fue construido por Agripa, amigo y yerno del emperador Augusto, antes de su muerte en el 12 a. C., probablemente para unir sus propiedades en orillas opuestas del Tíber. La existencia de este puente es atestiguada en una inscripción de los magistrados que se ocupaban del río (curatores Tiberis) descubierta en 1887, que habla de obras en el puente en la época del emperador Claudio. El puente fue identificado en un primer momento con restos de pilares visibles río abajo del verdadero Ponte Sisto, que sin embargo pertenecen probablemente a una fortificación posterior del río. Un fragmento de los Fasti Ostienses descubierto en 1938 y que habla de restauraciones en el Ponte di Agrippa bajo Antonino Pio, ha permitido identificarlo con el "Ponte Aurelio" o "Ponte di Antonino". Por su posición, que permitía alcanzar el Gianicolo, tuvo también el nombre de "Ponte Gianicolense".
En el 147 el puente fue ampliamente restaurado o reconstruido bajo Antonino Pio y recibió probablemente los nombres de ponte Aurelio (pons Aurelius) o ponte di Antonino (pons Antonini), según informan fuentes tardías. El puente sufrió extensas restauraciones en los años 366-367, bajo los emperadores Valente y Valentiniano I, por obra del prefecto de la ciudad (praefectus urbis) Lucio Aurelio Avianio Simmaco, y recibió el nombre de Ponte di Valentiniano (Pons Valentiniani). El puente tenía en esta época un arco triunfal coronado por grandes estatuas de bronce que miraban hacia la orilla izquierda. En 1878 y 1892 se encontraron en el Tíber restos de la barandilla con las inscripciones dedicatorias, del arco y de las esculturas que decoraban el puente y se conservan en el Museo Nacional Romano.

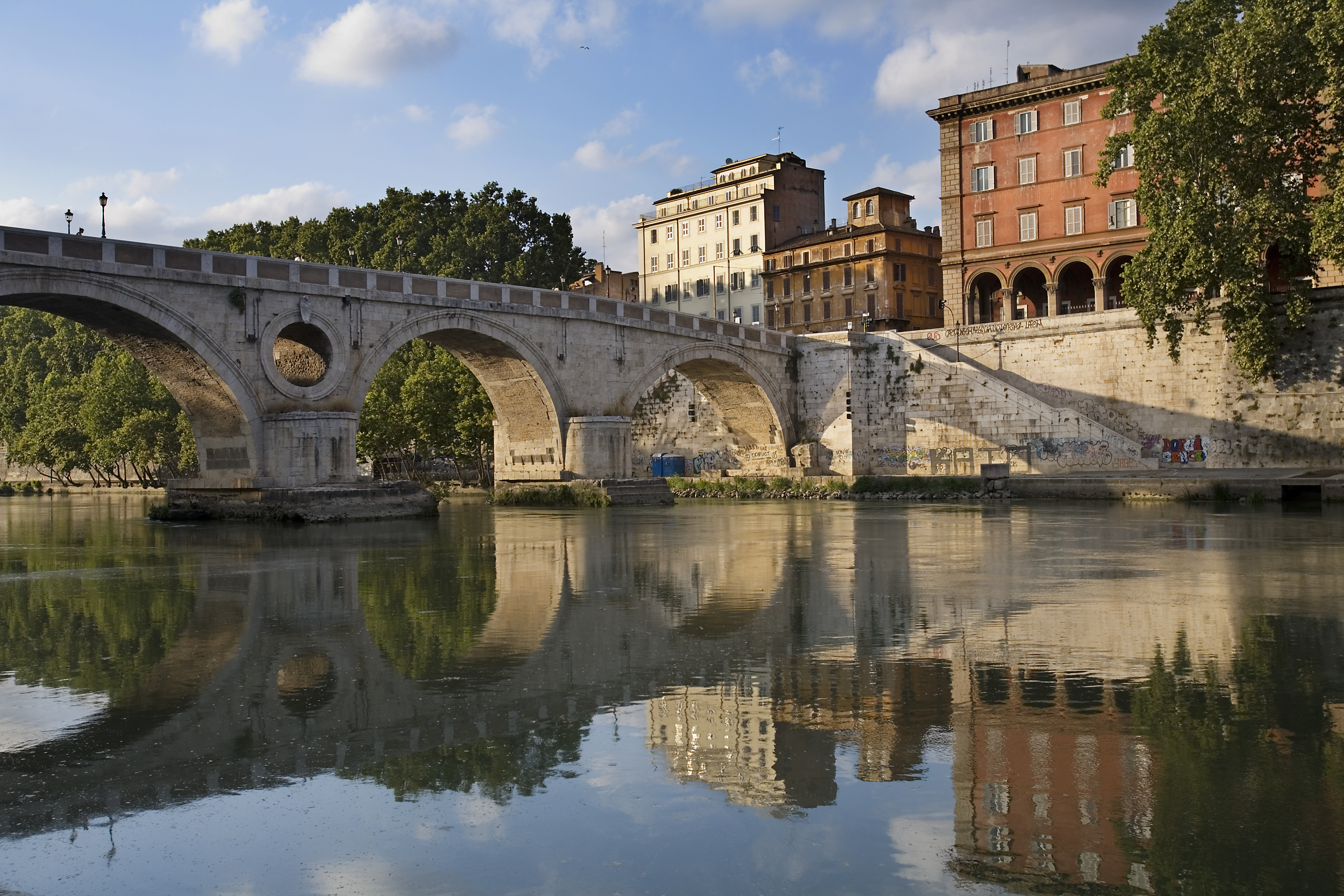
El Ponte Sisto desde la orilla derecha.

El puente, ya probablemente dañado en 589-590, se derrumbó a causa de una crecida del río en 791 y se conoció desde entonces como Ponte Rotto ("puente roto", en latín, pons fractus o pons ruptus).
En 1473, durante el papado de Sixto IV, se inició la reconstrucción del antiguo puente romano, encargada según Giorgio Vasari al arquitecto Baccio Pontelli. En realidad, a pesar del testimonio de Vasari, faltan verdaderas pruebas documentales al respecto y hoy los estudiosos ponen en duda la atribución del proyecto a Pontelli. El puente, que se inauguró para el Jubileo de 1475 pero no se completó hasta 1479, recibió el nombre actual de "Ponte Sisto". Tiene cuatro arcos y un agujero redondo en el pilar central para disminuir la presión del agua en caso de crecida. Un nivel del agua por el "occhialone" del Ponte Sisto se consideraba un signo de crecida.
En 1567, durante el papado de Pío IV, se realizaron las primeras restauraciones, con el refuerzo de uno de los pilares. Las obras se confiaron a Vignola y fueron continuadas por Matteo di Castello. Tras los daños de un aluvión en 1598, se realizaron nuevas restauraciones del pavimento y las barandillas durante el papado de Clemente VIII.
En 1875 se sugirió su demolición, pero en 1877 el puente fue ampliado con aceras de hierro fundido apoyadas en ménsulas con nuevas barandillas. Las restauraciones para el jubileo del 2000 han liberado al puente de los elementos añadidos en el siglo XIX.

## Transporte
Cuando finalicen las obras, estará conectado al metro de la ciudad mediante las estaciones Venezia, de la Línea C, y Sonnino, de la Línea D.